# Raul de Caldevilla
Raul de Caldevilla  (Porto, 21 de Novembro de 1877 – 28 de Agosto de 1951) foi uma personalidade do cinema português. Filho de um casal espanhol, era de origem castelhana. Foi Vice-cônsul em Cádiz e agente comercial na América Latina. Interessou-se pela publicidade e foi o primeiro publicitário em Portugal a encará-la de um modo planeado e profissional.
É considerado o criador em Portugal do filme de publicidade. Tornou-se depois produtor e realizou documentários promocionais. Escreveu o argumento do primeiro filme de temática sobre o fado, realizado por Maurice Mariaud (O Fado   - 1923).

## Biografia
Frequenta o curso superior do comércio do Instituto Industrial e Comercial do Porto. Em 1904 é nomeado vice-cônsul de Portugal em Cadiz. Exerce funções de agente comercial do governo na Argentina, em vários outros países latino-americanos e posteriormente no Egipto e Médio Oriente.
Homem inteligente e activo, lança-se na publicidade em Buenos Aires,  empreendendo várias campanhas em jornais argentinos, novidade na época. Regressa à Europa e especializa-se nessa área em Paris. Volta à terra natal e funda no Porto uma agência de publicidade. Promove a publicidade em Portugal, por via do cinema, abrindo novos horizontes à sua prática.
É jornalista e autor dramático. Redige comédias e escreve livros. Cria o «Folhetim Publicitário» no jornal «O Primeiro de Janeiro», que obtém considerável êxito. Faz publicidade a vários filmes estreados pela Invicta Film, de cujo dono, Alfredo Nunes de Matos, é grande amigo. Os dépliants de A Rosa do Adro, Os Fidalgos da Casa Mourisca, Amor de Perdição fazem-se notar.
Acaba por se envolver no cinema como profissional e, com importantes apoios bancários, funda no Porto uma empresa, no nº 32 da Rua Formosa, a Raul de Caldevilla & Cia. Lda., que ficará conhecida por Caldevilla Film (1916), São sócios seus Eduardo Kendall, João Manuel Lopes de Oliveira e António de Oliveira. É gerente da firma até 1922. A Caldevilla Film, a  Invicta Film  e a Ibéria Film são as produtoras que marcam, na passagem dos anos dez para os anos vinte, a actividade cinematográfica nortenha.
A empresa começa a produzir documentários. Um motivo badalado dá origem a um primeiro filme: Homenagem ao Soldado Desconhecido. Faz filmes de propaganda e reportagens. Tem como programa mostrar: «1) Os ares, as águas e os lugares, 2) As grandes indústria portuguesas, 3) As maravilhas de Portugal». Realiza documentários sobre Sintra, a Serra da Estrela, Luso, Vidago, as Pedras Salgadas, etc.
Chá nas nuvens (1917) é a sua entrada triunfal no filme publicitário. O chá é acompanhado de bolachinhas petit beurre, marca “Invicta”, no alto da torre dos Clérigos. Dois acrobatas espanhóis, pai e filho, escalam a torre, à unha, e põem-se a tomar cházinho lá no alto. Cá em baixo mais de cem mil mirones gozam o espectáculo, em suspense, e de súbito vêem cair milhares de papelinhos anunciando as deliciosas bolachas da Fábrica Invicta.
A façanha será repetida em Lisboa, na basílica da Estrela. Outro evento notável que Raul dá a ver ao povo é O 9 de Abril, a celebração da vitória na 1ª Grande Guerra e a visita a Portugal de grandes figuras. Promove a distribuição de A Rosa do Adro (1919), obra realizada por Georges Pallu para a  Invicta Film , «romance português, filme português de cenas portuguesas, de actores portugueses», acaba por fazer boa carreira.
A empresa de produção de Raul Cadevilla é concebida com todo o cuidado. Primeiro ele decide ver o que há lá por fora. Desloca-se a França e a Itália. Visita vários dos mais importantes estúdios de cinema.
Sonha com a construção de um «estúdio moderno sensato e prático» em terrenos que adquiriu em Lisboa: a «Quinta das Conchas, no Lumiar, local com uma área de uns trinta mil metros quadrados, onde mais tarde seriam instalados, a Pátria Filmes e a Tóbis Portuguesa, na época do sonoro. Escolhe Lisboa para construir o estúdio visto ser a cidade que reúne as melhores condições para o seu projecto, onde vivem técnicos e actores qualificados.
Em França descobre o técnico que lhe convém para a realização dos projectos, um tal metteur-en-scène chamado Maurice Mariaud, com quem assina, em Janeiro de 1922, um contrato de trabalho de cinco anos. Mariaud, tal como George Pallu, fez carreira na empresa francesa Gaumont, dirigida na altura pelo iconoclasta e inovador Louis Feuillade. Trabalhou também com a Pathé, era pessoa competente e de espírito inovador.
Cadeville traz ainda, debaixo do braço, concebido por um arquitecto francês, um plano minucioso para a construção do edifício, que nunca será erguido. Utilizará no entanto uma abegoaria existente no terreno para filmar os interiores d’ Os Faroleiros (1922), um «drama-documentário», cujos exteriores são o farol do Bugio, a Caparica, o Guincho e o Cabo da Roca. É este o primeiro filme de Maurice Mariaud que produz. O projecto acaba por corresponder às expectativas e tem êxito fora de Portugal. A Pathé, que na época era uma importante distribuidora, interessa-se e afirma: «É um cartão de visita primorosamente litografado que lançamos no mercado internacional».
O filme acaba por ser visto na França, na Itália no Luxemburgo e no Egipto. No mesmo ano Raul produz o segundo filme de Millaud, As Pupilas do Senhor Reitor (filme), obra mais descuidada e menos conseguida, também com interiores filmados na Quinta das Conchas. São estes os únicos filmes por si produzidos. Questões de dinheiro, sócios que não se entendem, coisas correntes no ofício, levam ao encerramento da empresa, após a demissão de Raul da administração, em Março de (1923).
Raul de Cadevilla assinará ainda o argumento de O Fado (1923) de Mariaud para outra produtora, a Pátria Film, «uma história de tresvario e má sina». É uma adaptação da peça de Bento Mântua. Inspira-se num poema de Augusto Gil, A "Canção das Perdidas", e no quadro homónimo de José Malhoa. Estreia no cinema Olympia. A projecção é seguida à guitarra pelos professores António Mouzon e Ernesto Lima. É assim que o fado, a voz da alma portuguesa, tem estreia no cinema, derrete corações e se torna tema recorrente para futuras e variadas fitas.
Sobre o estado das coisas, Raul Cadevilla comenta: «O cinematógrafo moderno tem-se distanciado muito, nos temas escolhidos e nos fracassos, da técnica de há vinte anos. Já hoje dificilmente se suportam – e vão sendo postos de parte no estrangeiro – esses longos filmes em séries de enredo complicado e por vezes falhos de verosimilhança. O público de hoje, talvez por motivo da vida intensa que leva e lhe proporciona certos lazeres, escolhe de preferência películas de não muito longa metragem, despidas de pormenores dispensáveis, onde haja o máximo de emoção adentro de uma acção quase rectilínea que vá aumentando de intensidade até ao resultado final». Anos vinte?...
Encontra-se colaboração da sua autoria no quinzenário A Voz do Comércio  (1929-1941).